# Ім'янник
Ім'янни́к (рос. Имянник, башк. Имәнлек) — присілок у складі Гафурійського району Башкортостану, Росія. Входить до складу Саїтбабинської сільської ради.
Населення — 98 осіб (2010; 125 в 2002).
Національний склад:
- башкири — 100%